# Hylophilus pectoralis
Hylophilus pectoralis là một loài chim trong họ Vireonidae.